# Wassili Dmitrijewitsch Krjutschonkin
Wassili Dmitrijewitsch Krjutschonkin (russisch: Василий Дмитриевич Крючёнкин; * 13. Januar 1894 im Dorf Karpowka, heute Buguruslan, Oblast Orenburg; † 10. Juni 1976 in Kiew) war ein sowjetischer Generalleutnant (1943) sowie Kavallerie- und mehrfacher Armeeführer des Zweiten Weltkrieges.

## Leben

### Kindheit
Geboren im heutigen Buguruslan in einer verarmten Familie mit 8 Kindern, davon vier Söhne und vier Töchter, Wassili war das jüngste Kind. Aufgrund der extremen Armut der Familie wurde der erst zweijährige Wassili zu einem Verwandten seines Vaters, einem reichen Landbesitzer abgegeben. Diese Familie war geizig und Wassili musste sich bald jedes Stück Brot selbst erarbeiten. Er arbeitete von Kindesbeinen im Haushalt seiner Adoptiveltern und absolvierte nur 3 Klassen einer Grundschule. Bereits mit 7 Jahren weidete er Schafe, säuberte Rinder und den Stall, dann arbeitete er in einem Geschäft. Er musste für seinen Lebensunterhalt hart arbeiten: er lud Säcke mit Mehl, Zucker, Salz und Fässer mit Öl auf Wagen, trug Kisten mit Waren auf seinen Schultern.

### Frühe Militärkarriere
1915 wurde er in die zaristische Armee eingezogen, als Unteroffizier und Kommandeur einer halben Kompanie nahm er an Kämpfen an der Westfront teil. 1917 schloss er sich der Roten Garde an und trat 1918 in die Rote Armee ein. Während des Russischen Bürgerkrieges kämpfte er an der Ost-, Süd- und Westfront als Kommandeur einer Kavalleriestaffels, einer Schwadron sowie als stellvertretender Kommandeur und Kommandeur eines Kavallerieregiments. In den Reihen der 1. Reiter-Armee nahm Krjutschonkin zusammen mit Tausenden anderen Proletariern an den Kämpfen um Woronesch, Belaja Zerkow, Schitomir, Berditschew, Rowno und Dubno teil. 1923 absolvierte er die Kamenewer Militärschule in Kiew (heute das Boguner Militär-Lyzeum). Im Jahr 1926 absolvierte er Kavalleriekurse für den Kommandostab (KUKS) und 1935 Fortbildungskurse für Kavalleriekommandeure (KKUKS) an der Frunse-Militärakademie.
In der Zwischenkriegszeit arbeitete er als Chef einer Regimentsschule, dann als Stabschef und stellvertretender Kommandeur des 111. Kavallerieregiments der 28. Kavallerie-Division. Ab 10. Juni 1938 befehligte er im Kiewer Militärbezirk die in Nowohrad-Wolynskyj stationierte 14. Kavallerie-Division. Im März 1940 wurde er zum Abgeordneten des Obersten Sowjet der Ukrainischen SSR aus Rowno gewählt. Im Frühjahr 1941 besuchte er weitere Fortbildungskurse für Kommandeure an der Frunse-Militärakademie.

### Im Zweiten Weltkrieg
Zu Beginn des Zweiten Weltkriegs verteidigte Krjutschonkins 14. Kavallerie-Division während der Panzerschlacht von Dubno die Stadt Kremenez und deckte dann im Juli 1941 den Rückzug des 36. Schützenkorps nach Berditschew und Kasatin. Am 28. November 1941 wurde Krjutschonkin zum Kommandeur des 5. Kavalleriekorps ernannt, das im Rahmen der Gruppe Kostenko an der Jelezer-Operation teilnahm. Für die Erfolge in diesen Kämpfen wurde das Korps am 25. Dezember 1941 in 3. Garde-Kavallerie-Korps umbenannt. Im Juli 1942 wurde Krjutschonkin zum Kommandeur der zur Südwestfront überstellten 28. Armee ernannt. Von Mai bis Juli, nach den vergeblichen Offensiven Timoschenkos während der Schlacht bei Charkow (12.–29. Mai) und den heftigen Abwehrkämpfe in der Woronesch-Woroschilowgrader Operation (28. Juni – 24. Juli) hatte die 28. Armee schwere Verluste hinzunehmen. Vom 1. August bis 14. Oktober befehligte er kurzfristig die 4. Panzerarmee am Don-Abschnitt bei Stalingrad. Im Dezember 1942 absolvierte er in beschleunigter Zeit fehlende Führungskurse an der Woroschilow-Militärakademie. Am 22. März 1943 wurde er zum Kommandeur der 69. Armee ernannt, die an der Schlacht von Kursk teilnahm. Nach der Teilnahme an der Belgorod-Charkower Operation befand sich seine Armee ab 30. September 1943 in der Reserve des Oberkommandos. Ab 10. April 1944 war er Kommandeur der 10. Armee der Reservefront. Vom 12. April bis 7. September 1944 hatte er das Kommando der 33. Armee, deren Truppen den Dnjepr überquerten und die Befreiung der Städte Schklow und Mogilew erzwangen. Ab Dezember 1944 stand er dem Militärrat der 1. Weißrussischen Front zur Verfügung, und im Januar 1945 wurde er zum stellvertretenden Befehlshaber der 61. Armee und dann zum stellvertretenden Befehlshaber der Truppen derselben Front ernannt. 
Krjutschonkin wurde jeweils viermal mit dem Lenin- und Rotbanner-Orden ausgezeichnet und war auch Träger des Kutusoworden 1. Klasse, des Ordens der Oktoberrevolution sowie des Buchara-Ordens mit dem goldenen Stern 1. Klasse sowie vieler anderer Medaillen. Nach dem Krieg war Krjutschonkin ab August 1945 zum stellvertretenden Befehlshaber der Truppen des Militärbezirks Don ernannt und stand für mehrere Jahre als Richter der Kavallerie des DOSAAF der Ukraine vor. 1946 trat er in den Ruhestand zurück, er starb im Juni 1976 im Alexei Dawydow Boulevard Nr. 14 in Kiew und wurde auf dem Bajkowski-Friedhof beigesetzt.